# Трновський канал
Трновський канал (словац. Trnovský kanál) — канал; впадає в Комочський канал, протікає в округах Шаля і Нові Замки.
Довжина приблизно 12.7-13.2 км. Витік знаходиться в Дунайській рівнині на висоті 115 метрів.
Протікає територією сіл Тврдошовці; Селиці; Трновець-над-Вагом; Злате Класи; Чакани; Ченковце; Нови Жівот; Беллова Весь; Благова і Потуоньське Луки.
Впадає в Комочський канал на вистоі 109 метрів.